# 117586 Twilatho
117586 Twilatho è un asteroide della fascia principale. Scoperto nel 2005, presenta un'orbita caratterizzata da un semiasse maggiore pari a 3,0518155 UA e da un'eccentricità di 0,0979862, inclinata di 8,07597° rispetto all'eclittica.